# بكردي
بَكَردي أو باكَردي المحدودة هي أكبر شركة مشروبات مقطرة مملوكة للقطاع الخاص ومملوكة لعائلة في العالم. اشتهرت في الأصل بعلامتها التجارية بكردي للروم الأبيض، ولديها الآن مجموعة تضم أكثر من 200 علامة تجارية.  أسس شركة بكردي المحدودة في كوبا عام 1862 فاكُندو بكادي ماسو، وهي شركة مملوكة عائليًا منذ سبعة أجيال، ويعمل بها أكثر من 8000 شخص ولديها مبيعات في نحو 170 دولة. بكردي المحدودة هي مجموعة الشركات كلها وتضم بكردي العالمية المحدودة.